# Beddomeia averni
Beddomeia averni é uma espécie de gastrópode  da família Hydrobiidae.
É endémica da Austrália.